# Баллонет

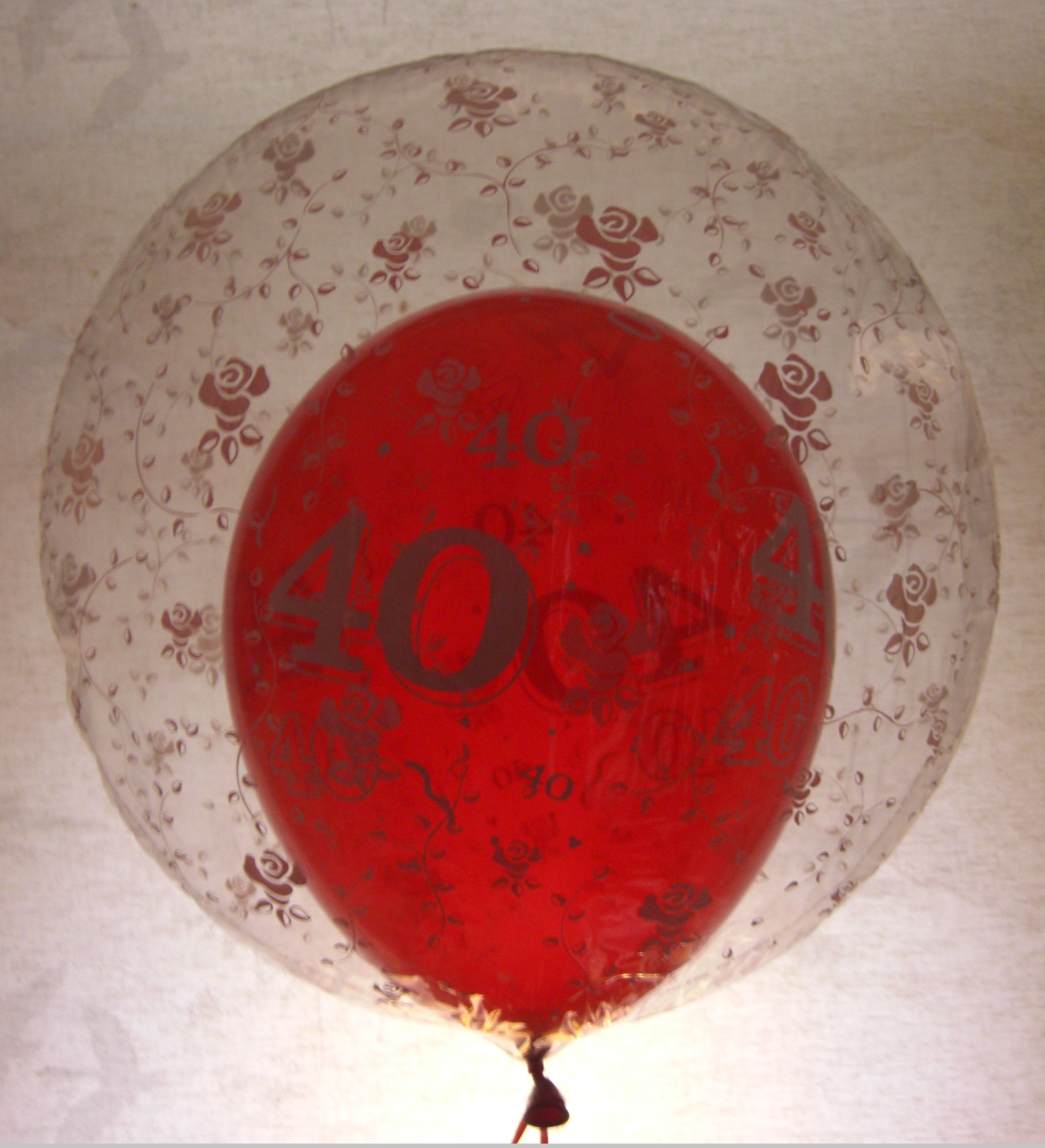
Шарик в шарике — игрушка, иллюстрирующая принцип действия баллонетов

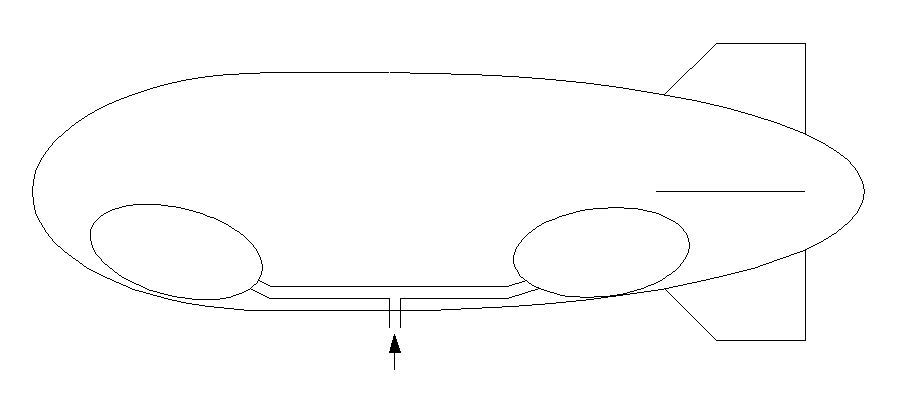
Неизменяемость внешней формы достигается избыточным давлением несущего газа, постоянно поддерживаемым баллонетами — мягкими ёмкостями, расположенными внутри оболочки, в которые нагнетается воздух.

Баллоне́т — небольшой внутренний газонепроницаемый отсек, находящийся между газовой и внешней оболочкой дирижабля.
В дирижаблях мягкой и полужёсткой систем неизменяемость внешней формы достигается избыточным давлением несущего газа, постоянно поддерживаемым баллонетами — мягкими ёмкостями, расположенными внутри оболочки, в которые нагнетается воздух. Например, оболочка дирижабля «Италия» изнутри была разделена на газовместилище и баллонет. В свою очередь газовместилище состояло из десяти отсеков, а баллонет — из восьми.
{\displaystyle {\frac {p\cdot V}{T}}=const} где
{\displaystyle p} — давление,
{\displaystyle V} — объём,
{\displaystyle T} — температура.